# Илевци
Илевци (болг. Илевци) — село в Болгарии. Находится в Великотырновской области, входит в общину Велико-Тырново. Население составляет 3 человека (2022).

## Политическая ситуация
Илевци подчиняется непосредственно общине и не имеет своего кмета.
Кмет (мэр) общины Велико-Тырново — Даниел Панов (ГЕРБ) по результатам выборов.